# Jakub (Kukuzis)
Jakub, gr. Ιάκωβος, imię świeckie Dimitrios Kukuzis, gr. Δημήτριος Κουκούζης (ur. 1911 na Imroz, zm. 10 kwietnia 2005 w Stamford) – prawosławny arcybiskup Ameryki.

## Życiorys
W wieku 15 lat wstąpił do seminarium duchownego na Chalki. Podczas postrzyżyn w riasofor otrzymał imię Jakub. W 1934 r. przyjął święcenia diakońskie.
W 1939 r., na prośbę arcybiskupa Ameryki Północnej i Południowej Atenagorasa (późniejszego patriarchy Konstantynopola), wyjechał do USA. Rok później otrzymał święcenia kapłańskie. Niósł posługę w różnych parafiach eparchii Ameryki Północnej i Południowej Patriarchatu Konstantynopolitańskiego oraz wykładał w greckojęzycznych szkołach duchownych. W 1945 r. ukończył studia na Uniwersytecie Harvarda z tytułem magistra teologii. W 1950 r. otrzymał obywatelstwo amerykańskie.
W 1954 r. został przez patriarchę konstantynopolitańskiego Atenagorasa wyświęcony na biskupa melitińskiego. W 1959 r., po śmierci arcybiskupa Michała stanął na czele Greckiej Prawosławnej Archidiecezji Ameryki. Przyczynił się do znacznego rozwoju organizacyjnego podległej mu administratury (liczba parafii w czasie pełnienia przez niego urzędu wzrosła w samych Stanach Zjednoczonych do około 500).
Był aktywnym działaczem ruchu praw obywatelskich; w 1965 r. razem z Martinem Lutherem Kingiem wziął udział w marszu w Alabamie. W 1974 r. był jednym z inicjatorów pomocy dla uchodźców z Cypru, którzy ucierpieli wskutek tureckiej inwazji.
W 1996 r. przeszedł w stan spoczynku. Zmarł w 2005 r. wskutek choroby płuc.